# Rune Emanuelsson
Rune Emanuelsson, né le 8 octobre 1923 à Göteborg et mort le 21 mars 1993, est un footballeur international suédois. Il évoluait au poste de défenseur.

## Biographie

### En club
Rune Emanuelsson est joueur de l'IFK Göteborg de 1941 à 1955,.
Il est sacré Champion de Suède en 1941-42 dès sa première saison.

### En équipe nationale
International suédois, il reçoit 13 sélections pour aucun but marqué en équipe de Suède entre 1945 et 1951,.
Son premier match en sélection a lieu le 25 novembre 1945 contre la Suisse (défaite 0-3 à Genève) en amical .
Il fait partie du groupe suédois médaillé d'or aux Jeux olympiques de 1948 mais ne dispute aucun match durant le tournoi.
Son dernier match en sélection a lieu le 2 septembre 1951 contre la Finlande (victoire 3-2 à Solna) dans le cadre du Championnat nordique.

## Palmarès
| IFK Göteborg - Championnat de Suède (1) : - Champion : 1941-42. |  | Suède - Jeux olympiques (1) : - Or : 1948. - Championnat nordique (2) : - Vainqueur : 1937 – 1947 et 1948 – 1951. |